# Niepokalanów
Niepokalanów (in italiano: Città dell'Immacolata) è il convento francescano fondato nel 1927 dal frate minore conventuale Massimiliano Kolbe. Questo convento (28 ettari di terreno) si trova nel comune di Teresin (distretto di Sochaczew), 42 km a ovest dalla capitale, Varsavia, in Polonia.

## Gli inizi del convento
Quando Massimiliano Kolbe cercava un luogo adeguato per costruire un convento-casa editrice, il principe Jan Drucki-Lubecki gli regalò un terreno comodo, 42 km da Varsavia, accanto a una linea ferroviaria. Nell'autunno dello stesso anno (1927) furono costruite le prime 3 baracche (tra i quali una cappella di legno). Il nuovo convento fu consacrato il 7 dicembre 1927.
Il quartiere monastico occupava all'inizio un terreno relativamente piccolo, ma grazie al principe-donatore è stato elargito fino ai 28 ettari odierni. Su questo territorio sono state costruite: la chiesa, la sede della casa editrice, diversi abitazioni per i frati, infine case per i pellegrini. Dal 1931 fino ad oggi esiste nel convento un gruppo dei vigili del fuoco volontari, composto da frati religiosi. Il gruppo provvedeva la sicurezza antincendio degli edifici di legno residenziali ed editoriali.
La struttura serviva non solo come un luogo di preghiera per i francescani, ma era pure un centro di evangelizzazione attraverso le riviste e la radio (dal 1938). Una delle riviste, Il Cavaliere dell'Immacolata (in polacco: Rycerz Niepokalanej), aveva una tiratura di 750 000 copie al mese. Prima della guerra Niepokalanów era uno dei conventi cattolici più grandi nel mondo (772 abitanti nel 1939).
Accanto all'attività editoriale, che era il compito principale di Niepokalanów, i francescani svilupparono pure l'attività pastorale presso la cappella di legno dal 1927. A causa della notevole distanza dalla chiesa parrocchiale, per la popolazione locale la possibilità di partecipare alle funzioni religiose nella cappella dei francescani costituiva una grande agevolazione. Nel novembre 1927 Aleksander Kakowski, quel tempo l'arcivescovo di Varsavia concesse il permesso di celebrare le funzioni religiose nella cappella locale intitolata all'Immacolata Concezione della Beata Vergine Maria.

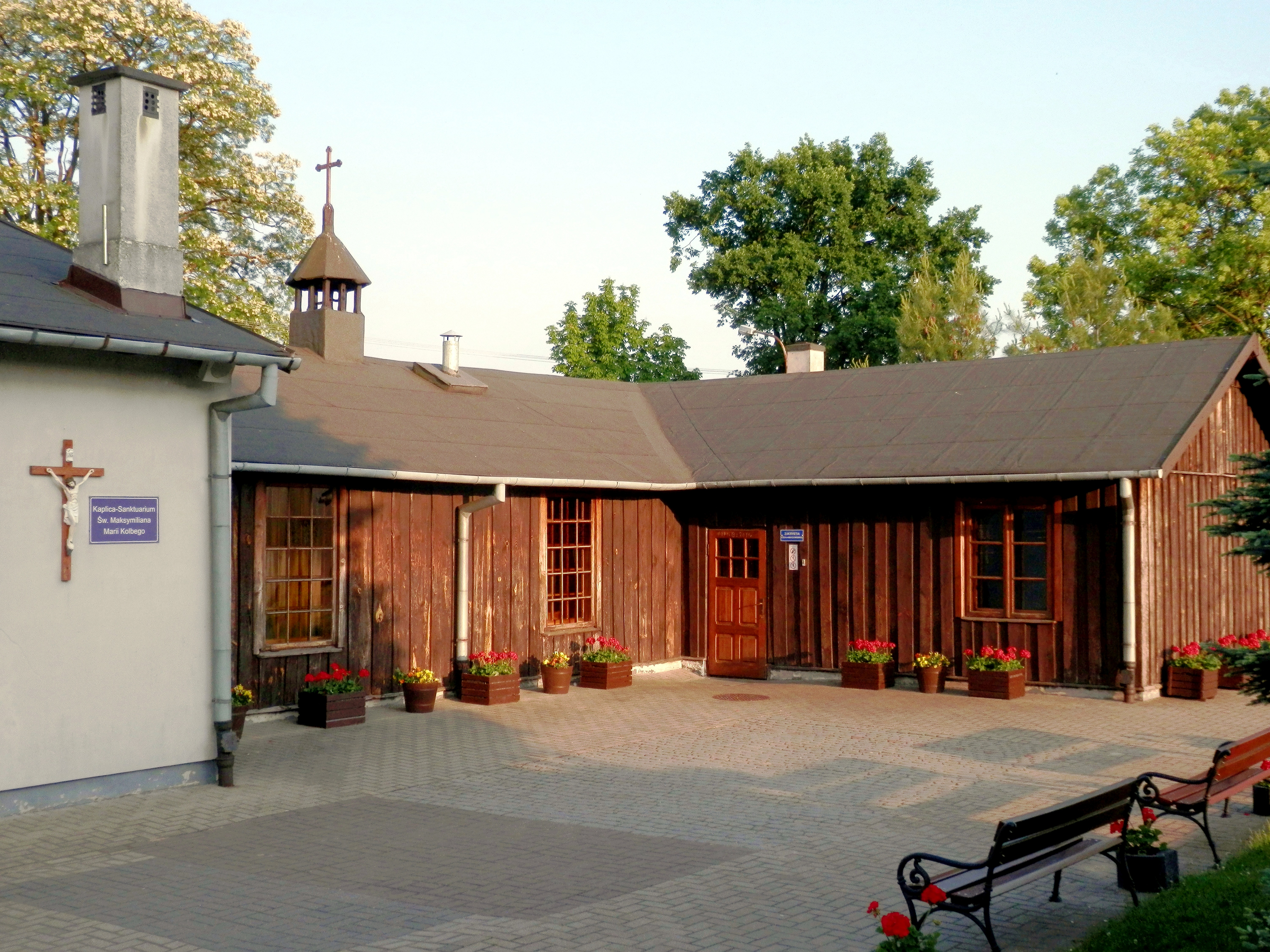
La cappella vecchia di legno (1927-29)

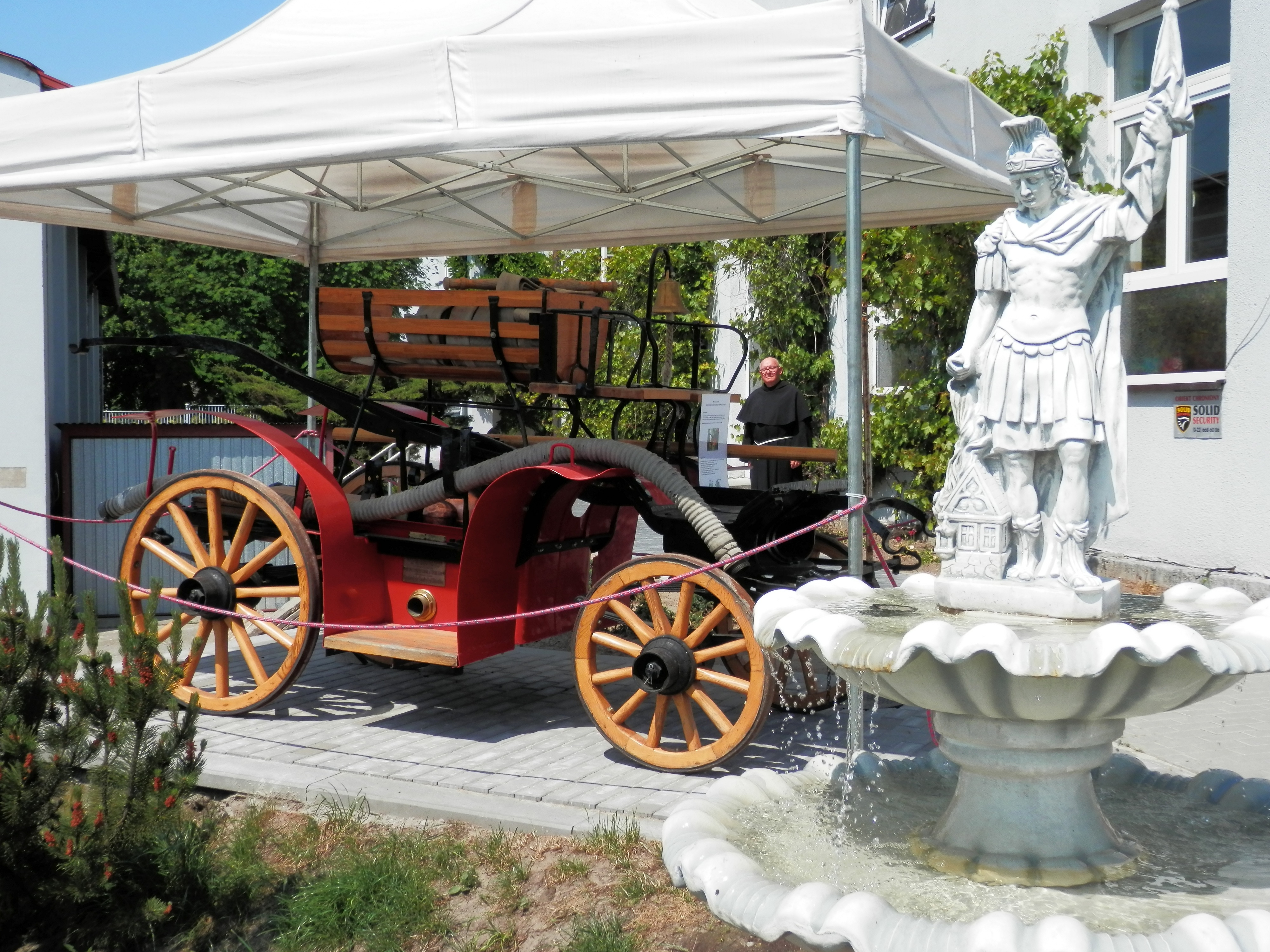
Davanti al museo dei pompieri volontari (OSP) di Niepokalanów

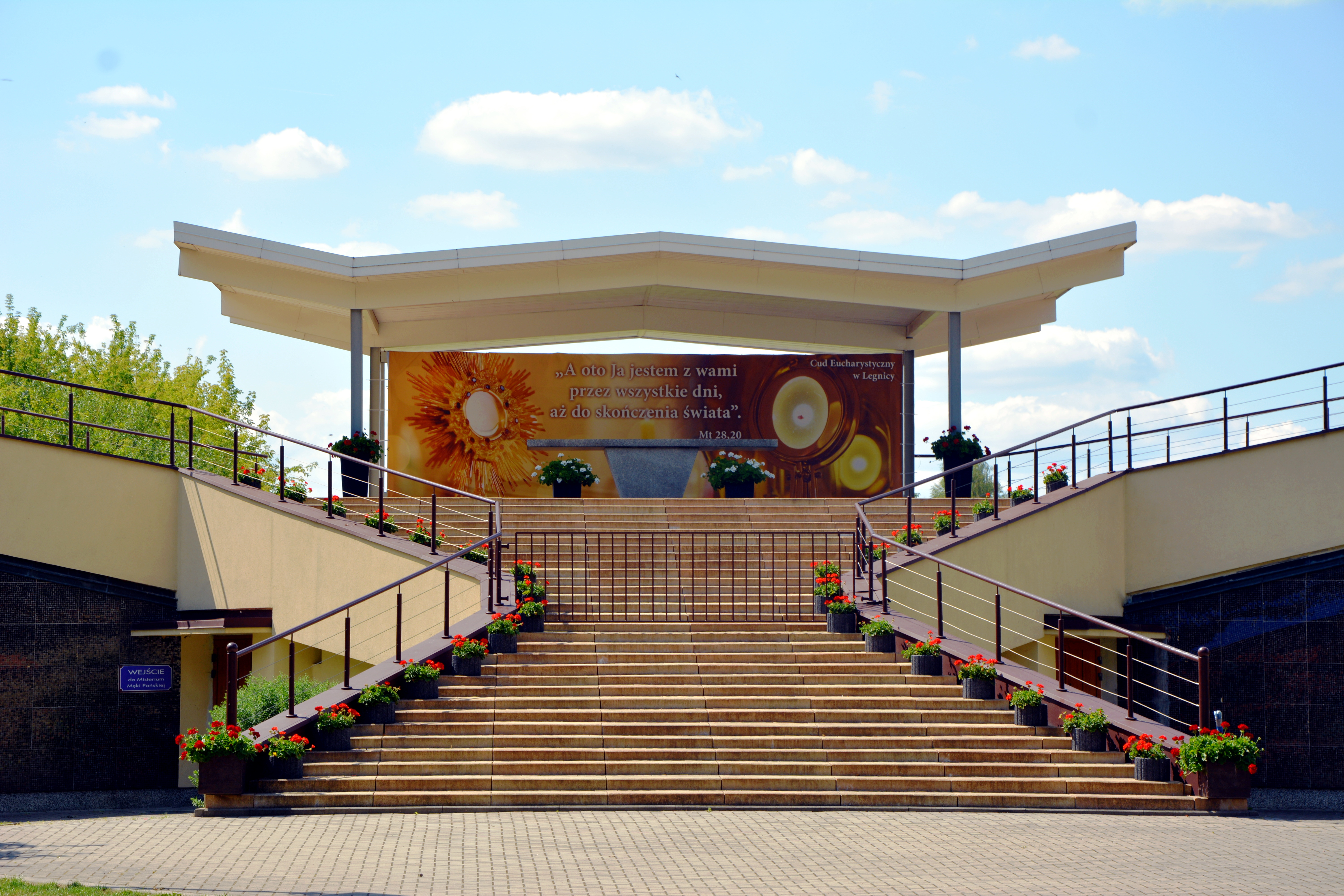
Altare "all'aperto" ad ovest della basilica

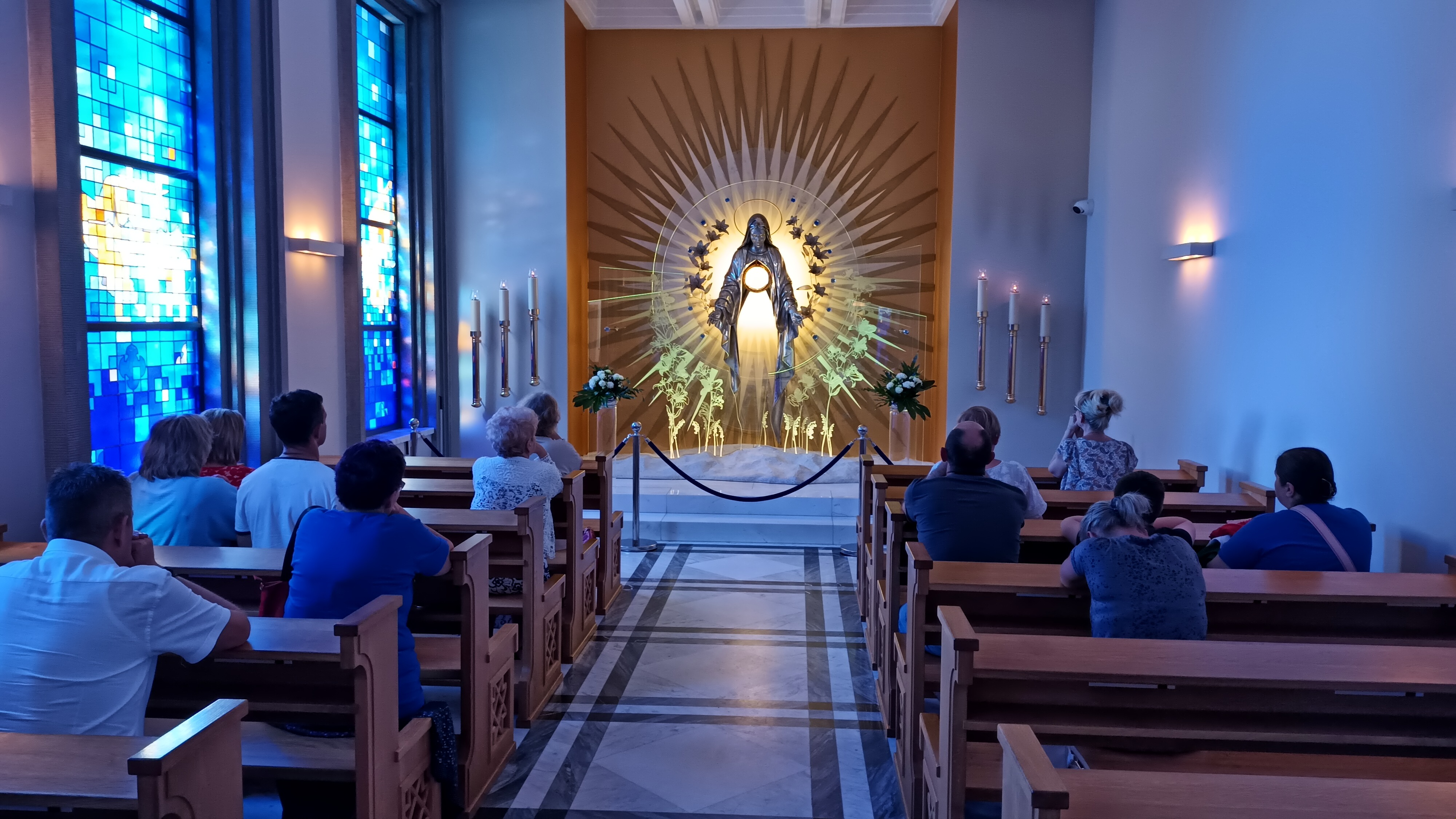
Cappella dell'adorazione perpetua

## Tempo di guerra
Durante la seconda guerra mondiale, il monastero ha fornito rifugio per molti soldati, feriti nella campagna di Polonia del 1939, e anche per i rifugiati (ad esempio, a circa 1.500 profughi ebrei provenienti dalla Polonia occidentale). Diversi francescani sono stati arrestati e uccisi nei campi di sterminio. Anche san Massimiliano trovò la morte da martire (14 agosto 1941) nel lager della fame di Auschwitz, dove si era offerto per salvare la vita del sergente Franciszek Gajowniczek, padre di famiglia.
Poiché in quel tempo i frati nel convento non potevano continuare la loro attività editrice, hanno trovato un altro modo per servire il bene della patria. Così i francescani aiutavano i prigionieri, organizzavano l'insegnamento clandestino, fondarono la Croce Rossa Polacca. Ci è stata costruita una segheria, una carpenteria, un negozio di riparazione di macchine agricole, biciclette, motorini, orologi e molti altri articoli. Il panificio di Niepokalanów ogni giorno forniva pane fresco a molti bisognosi.
Durante la Rivolta di Varsavia, il monastero divenne un rifugio per i feriti, le famiglie senza tetto e gli orfani di guerra. Assicurare cibo a tutti gli ospiti rappresentava una grande sfida logistica nelle condizioni dell'occupazione. Alla fine della guerra (nel gennaio 1945), durante i pesanti bombardamenti di Niepokalanów, sei frati furono uccisi, alcuni altri feriti e molti edifici del monastero furono distrutti o gravemente danneggiati. In totale, circa 50 frati sono stati uccisi durante la guerra intera.

## Niepokalanów oggi
Dopo la guerra, nel luglio 1945 fu ripresa la pubblicazione del Cavaliere dell'Immacolata. Sono stati pubblicati libri, dedicati alla persona e l’attività di san Massimiliano Kolbe – Skąpiec Boży (L'avaro di Dio) di Jan Dobraczyński e Dwie Korony (Due Corone) di Gustaw Morcinek.
Negli anni 1948-1954 fu costruita la chiesa in stile modernista secondo il progetto dell'architetto Zygmunt Gawlik di Cracovia. Nel 1950 presso la chiesa il primate di Polonia Stefan Wyszyński creò una parrocchia (attualmente con circa 7500 fedeli). Nel 1980 con il decreto della Santa Sede la chiesa del convento di Niepokalanów ricevette il titolo e i privilegi di basilica minore.

Il significato di Niepokalanów è aumentato grazie alla canonizzazione di san Massimiliano Kolbe nel ottobre 1982. Un anno dopo, nel giugno 1983 papa Giovanni Paolo II durante la sua seconda visita pastorale in Polonia, ha visitato questo luogo di lavoro e preghiera di padre Massimiliano. Poi, per circa 300.000 fedeli giunti a Niepokalanów, ha celebrato la Messa con omelia sulla vittoria del bene sul male: 
«Massimiliano Kolbe subì la morte: alla fine, gli venne dato il colpo di grazia con un’iniezione mortale. Tuttavia, in questa morte si manifestò insieme la vittoria spirituale sulla morte, simile a quella che ebbe luogo sul Calvario. E dunque egli “non subì” la morte, ma “diede la vita” per un fratello. In questo c’è la vittoria morale sulla morte.»
Oggi il convento è un centro notevole di pellegrinaggio in Polonia centrale. Ogni anno, sulla via per Jasna Góra, il pellegrinaggio metropolitano accademico di Varsavia fa tappa a Niepokalanów. Migliaia di pellegrini, provenienti dal paese o dall'estero, hanno visitato la basilica, il Panorama del Millennio o il museo, dedicato a san Massimiliano Kolbe. La cappella dell'adorazione Stella dell'Immacolata, situata nell'ala sud della basilica e aperta al pubblico nel 2018, offre a tutti coloro che arrivano l'opportunità di pregare o riflettere durante tutto il giorno.
Esiste inoltre una vecchia cappella in legno, uno dei primi edifici di Niepokalanów, costruita nell'autunno del 1927 e ricostruita due anni dopo. Nel dicembre 1997, dopo un completo restauro, la cappella è stata riaperta al pubblico. Visitando la cappella, i pellegrini hanno l'opportunità di vedere come erano gli inizi di questo grande monastero e casa editrice, fondato da san Massimiliano.

## Galleria d'immagini

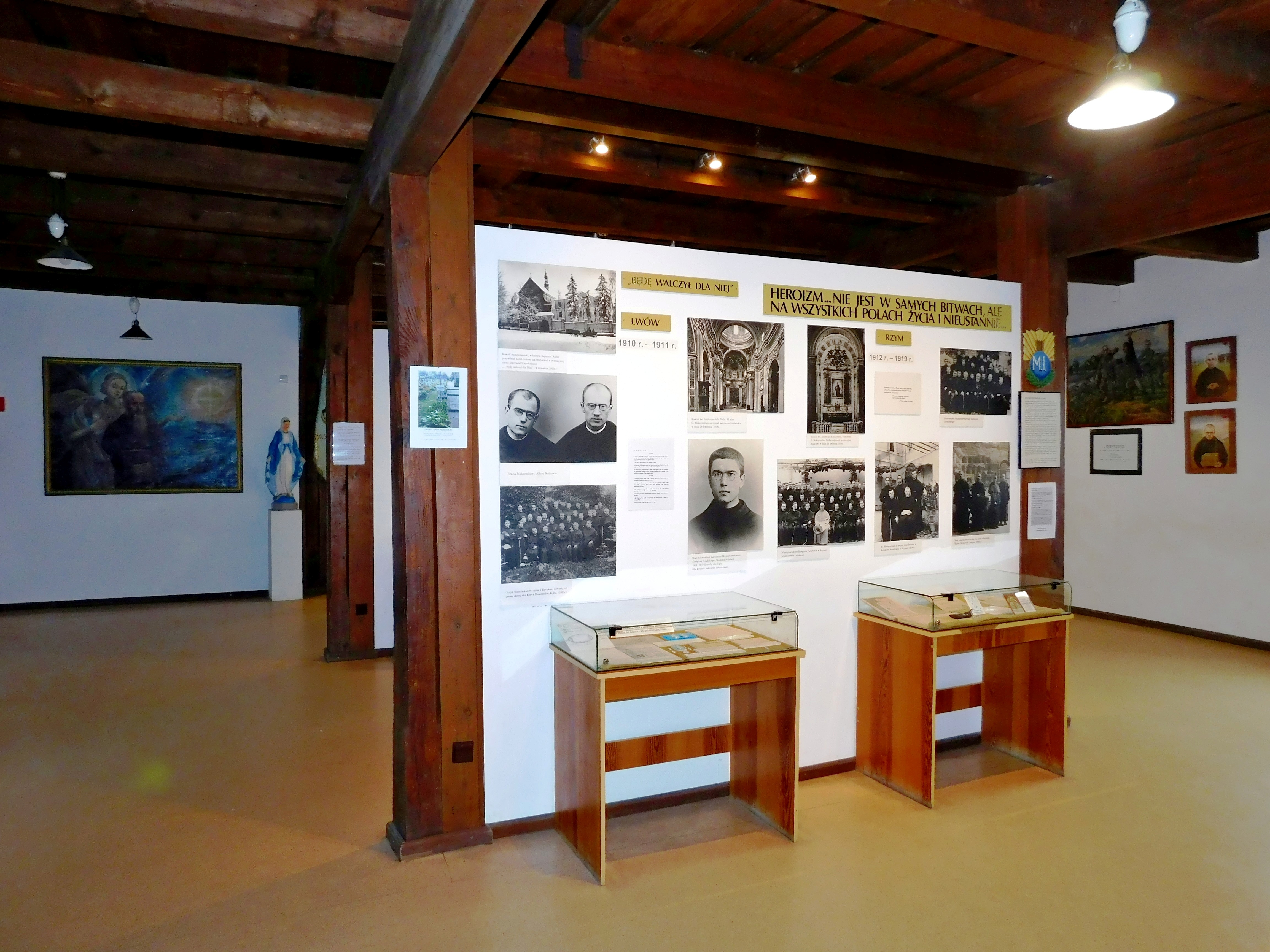
Il museo di san Massimiliano
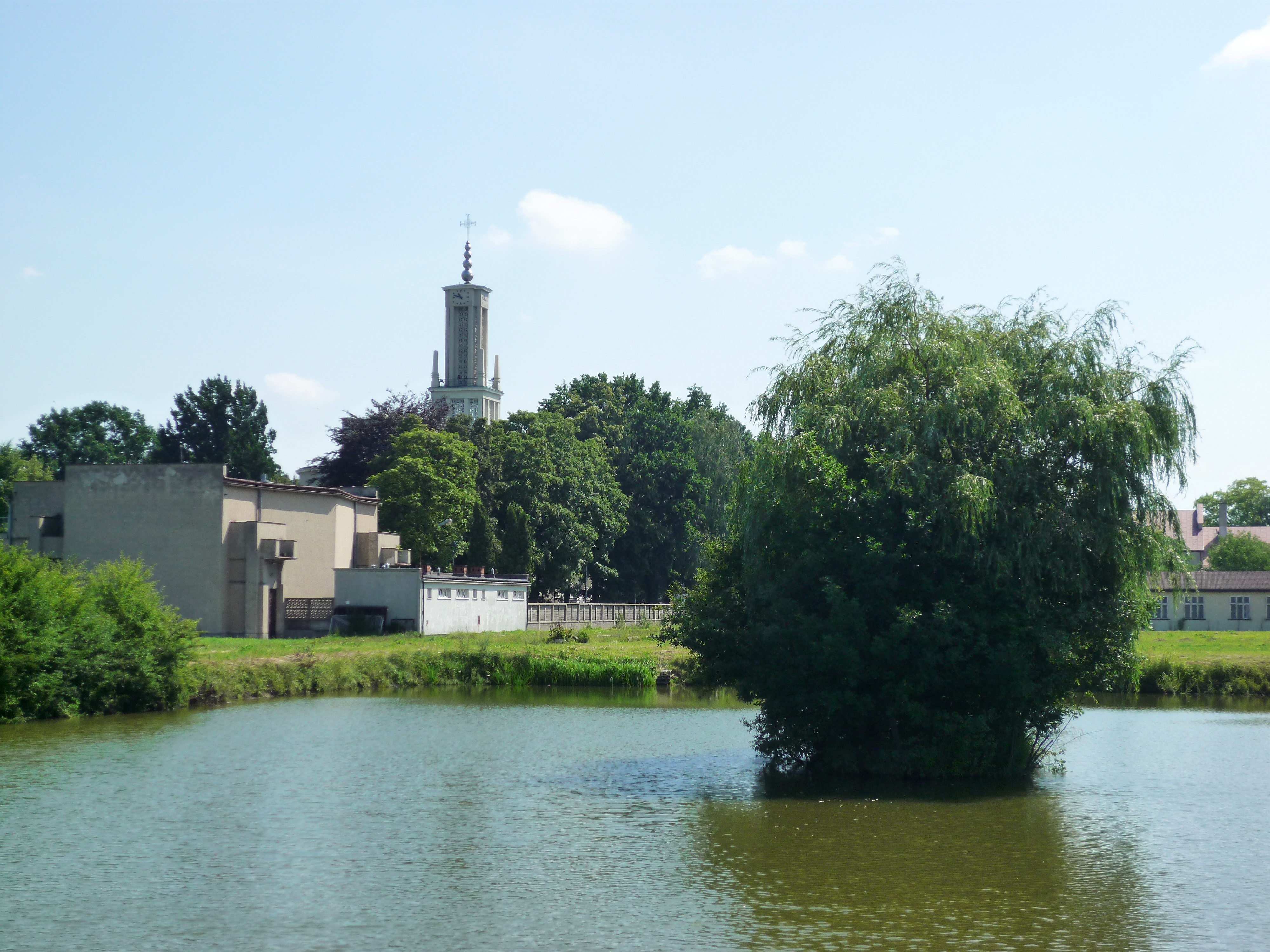
Il lago del monastero e il campanile
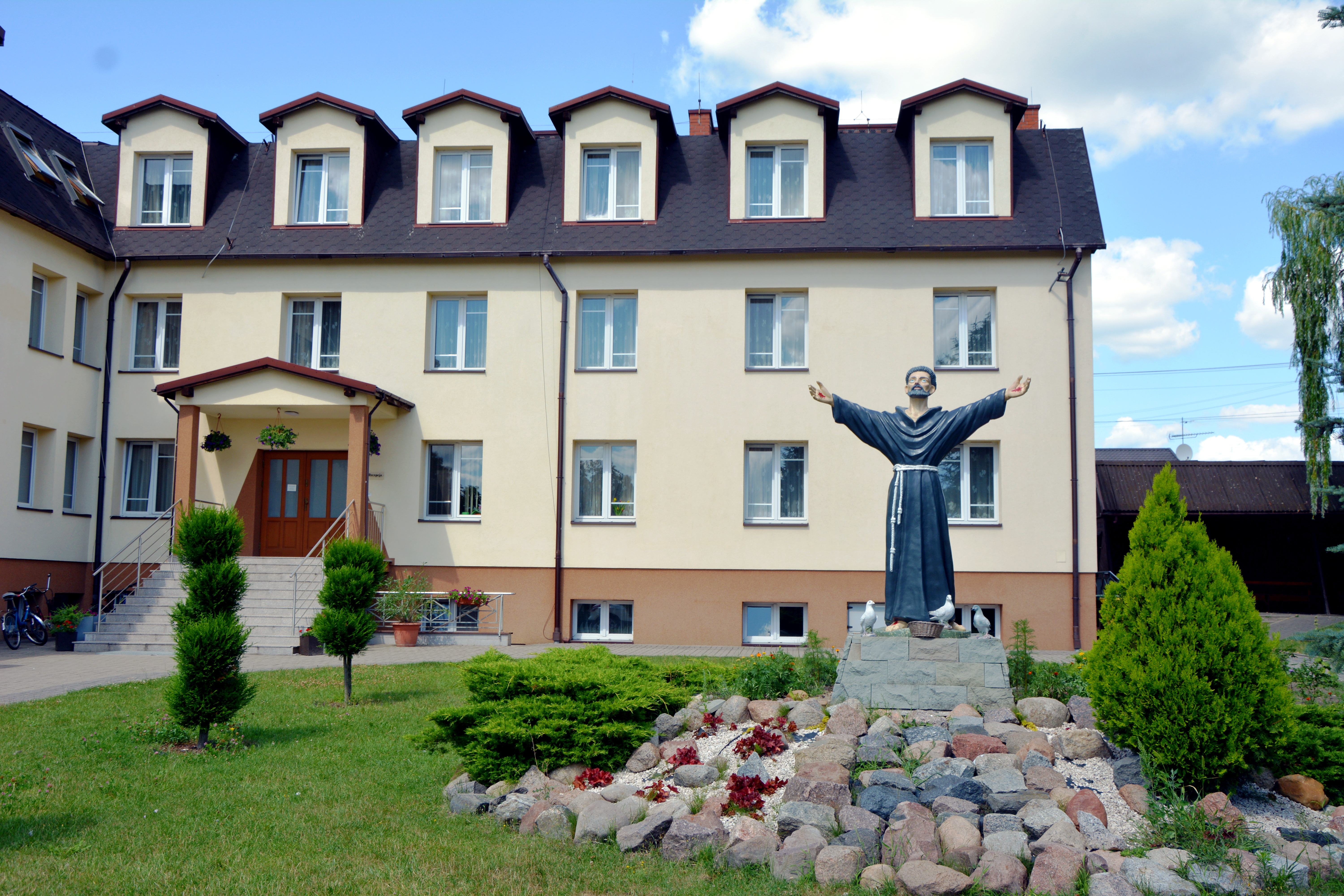
Casa dei pellegrini di santa Teresa
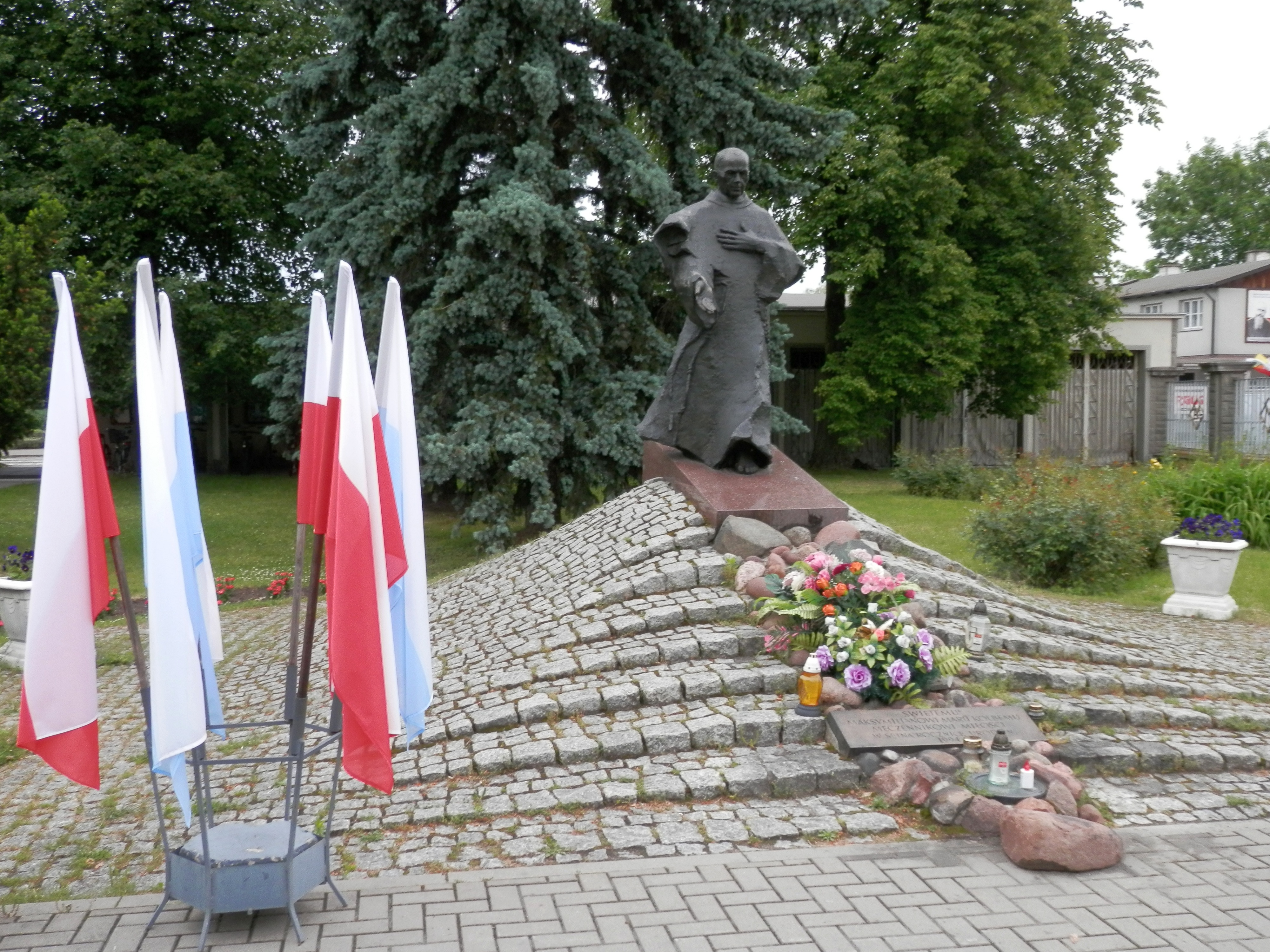
La statua di san Massimiliano